# Staffanstorps Centrum Aktiebolag
Staffanstorps Centrum Aktiebolag är ett svenskt förvaltningsbolag som agerar moderbolag för de verksamheter som Staffanstorps kommun har valt att driva i aktiebolagsform. Bolaget ägs helt av kommunen.

## Bolag
Källa: 
- Staffanstorps Energi Aktiebolag
- Staffanstorps Fibernät AB
- Staffanstorps Reningsverk AB
- Staffanstorpshus Aktiebolag
- Staffanstorps Kommunfastigheter Aktiebolag